# 2008년 하계 올림픽 폴란드 선수단

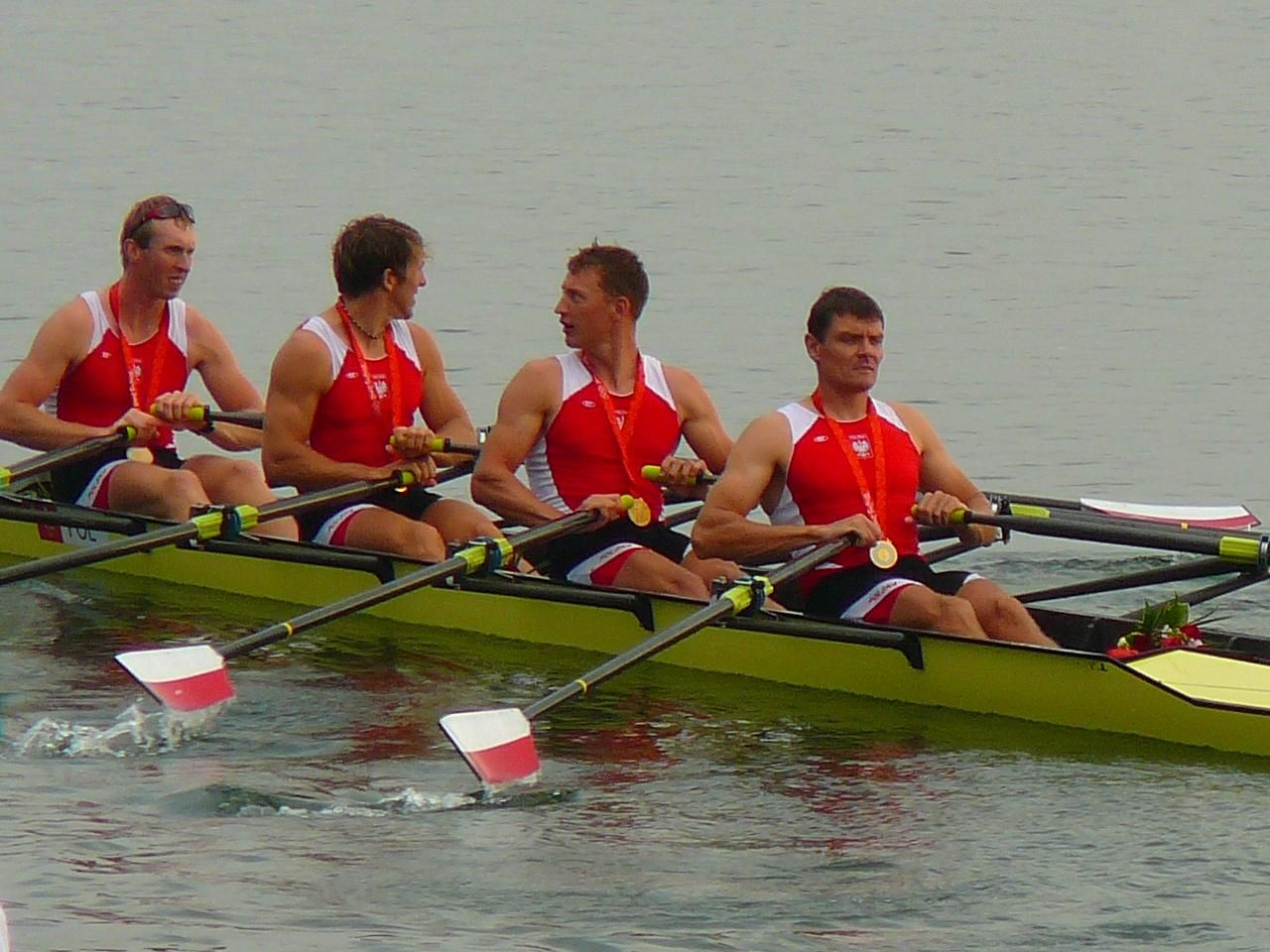

폴란드는 2008년 7월 27일에서 8월 12일까지 중화인민공화국 베이징에서 열린 제29회 하계 올림픽에 참가했다.